# ريتشارد س. ويزلي
ريتشارد س. ويزلي (بالإنجليزية: Richard C. Wesley)‏ هو قاضي ومحامي أمريكي، ولد في 1 أغسطس 1949 في كاناندياجو في الولايات المتحدة.

## وصلات خارجية
- ريتشارد س. ويزلي على موقع إن إن دي بي (الإنجليزية)